# Beechcraft Musketeer
Beechcraft Musketeer — американский лёгкий самолёт компании «Beechcraft».

## История

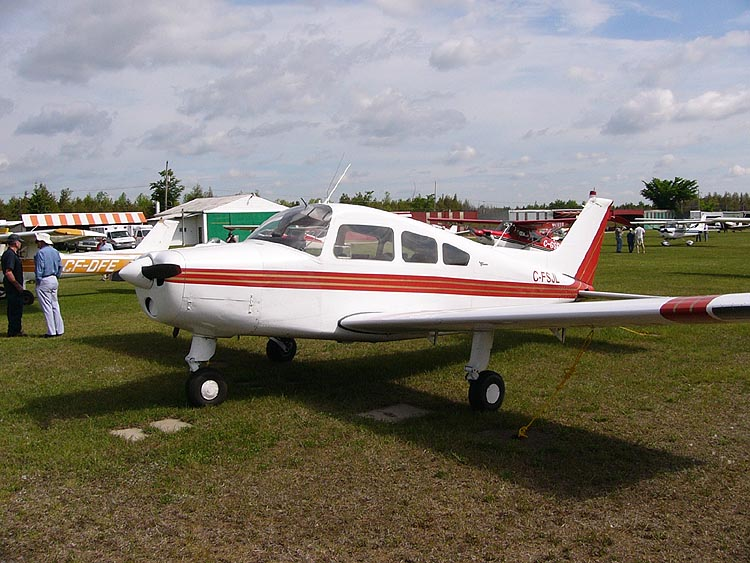
Beechcraft A23 Musketeer (C-FSJL).

Beechcraft Musketeer производился с 1963 по 1983 год. Всего за это время было произведено 4366 экземпляров. Большая часть этих самолётов продолжает эксплуатироваться по сегодняшний день.
Beechcraft Model 23 Musketeer простой в плане эксплуатации самолёт. Может перевозить на своём борту до 4 человек (1 пилот и три пассажира). Хорошо зарекомендовали себя при транспортировке грузов и в качестве средства используемого в ВВС многих стран мира для осуществления наблюдательных и разведывательных полётов.
В начале производства самолет имел низкую манёвренность, но в последующих модификациях эта проблема была исправлена.

## Модификации

### Model 23 Musketeer and Custom

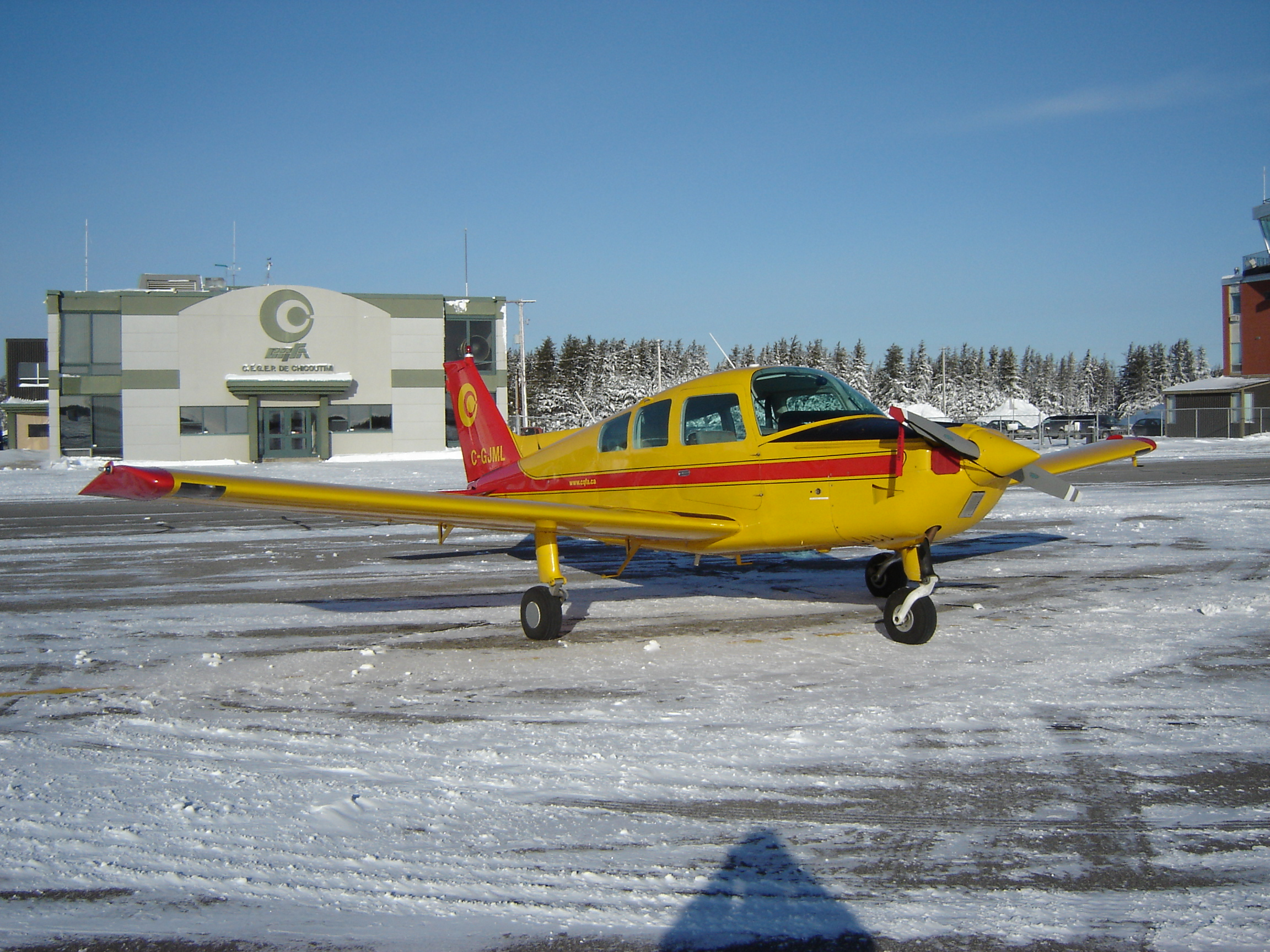
Beechcraft BE-23 Sundowner C-GJML

Первой из линейки была Модель 23. Она была представлена под названием «Мушкетер» в 1963 году по начальной цене 13 300 долларов и оснащалась двигателем Lycoming O-320 -D2B мощностью 160 л.с. В следующем году этот двигатель был заменен двигателем Continental IO-346 -A мощностью 165 л.с. Этот двигатель не имел успеха и, в свою очередь, был заменен двигателем Lycoming O-360 -A4J мощностью 180 л.с, начиная с B23 Musketeer Custom 1968 года. В 1970 году была представлена версия C23 также под названием Musketeer Custom. В 1972 году C23 был переименован в «Sundowner». При правильном оснащении B23 и C23 одобрены для ограниченного высшего пилотажа.
К моменту завершения производства 20 лет спустя в 1983 году было произведено в общей сложности 2331 Beechcraft 23 всех вариантов.

### Модель 19 Musketeer Sport
Beechcraft B19 Musketeer Sport Beech 19 был представлен в 1966 году. Несмотря на порядок нумерации, самолет был более поздним вариантом и представлял собой учебно-тренировочную версию модели 23 с меньшей мощностью. В нем отсутствовало третье боковое окно 23-го экземпляра и была установлена силовая установка Lycoming O-320-E2C мощностью 150 л.с. (110 кВт). Sport был представлен в 1966 году по стандартной цене 11500 долларов. При должном оснащении модели A19, B19 и M19 Sports одобрены для ограниченного высшего пилотажа. Модель 19 была названа «Musketeer Sport», и всего за 15 лет производства, закончившихся 1979 модельным годом, было построено 922 самолета.

### Модель 23-24 Musketeer Super III

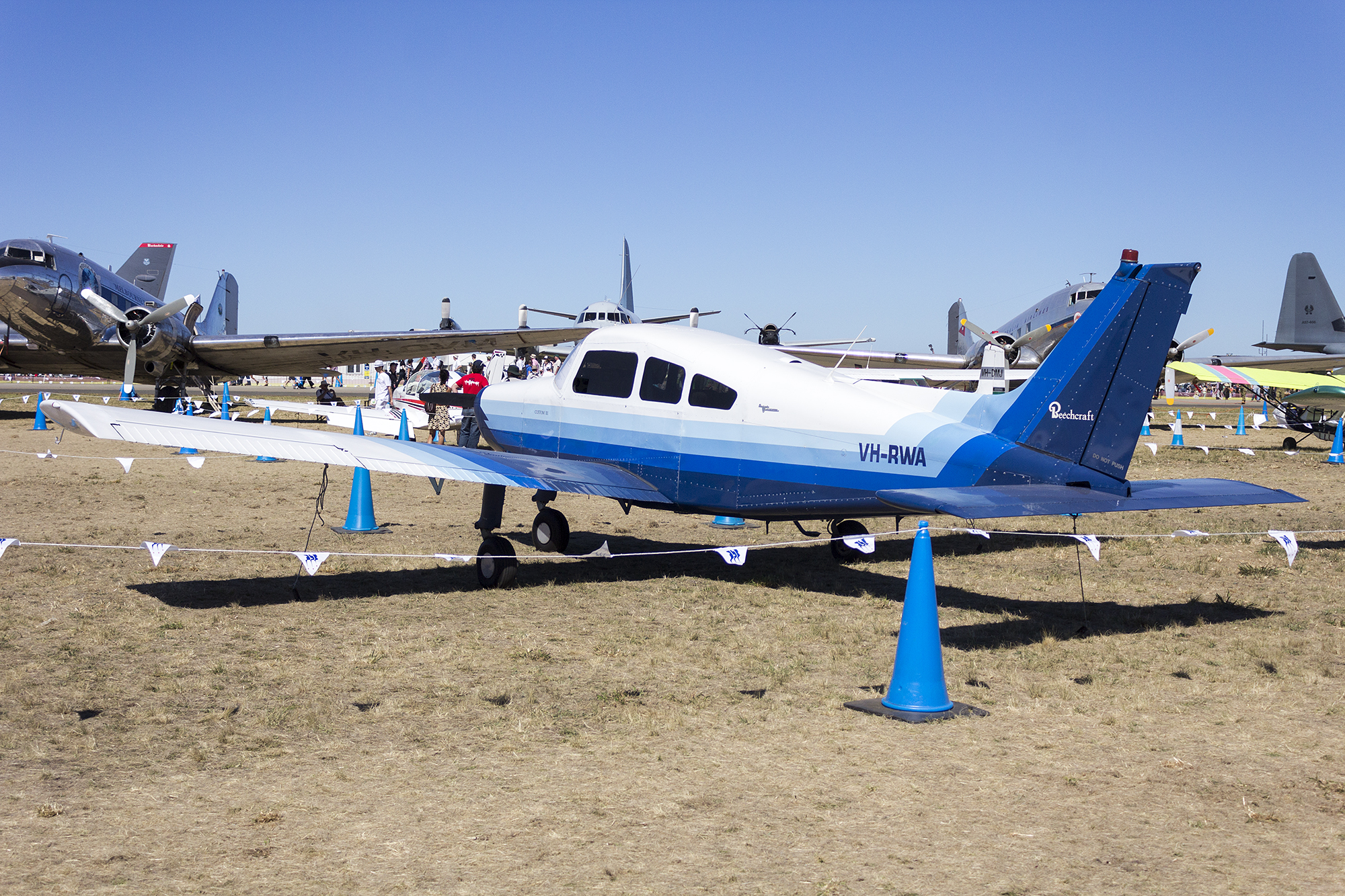
Beechcraft A23A Musketeer (VH-RWA) на авиашоу Avalon 2013

Наряду с представлением в 1966 году более мощной модели 19, Beechcraft также представил более мощную версию модели 23 Musketeer и назвал ее Beechcraft 23–24 Musketeer Super III. Эта модернизированная модель имела силовую установку Lycoming IO-360 с впрыском топлива, мощностью 200 л.с., что на 35 л.с. больше, чем у стандартной модели 23 Musketeer того года.
Первоначально эта модель продавалась по цене 16 350 долларов в 1966 году. В 1966 году единственная демонстрационная модель 23-24 была оснащена воздушным винтом постоянной скорости. В последующие годы примерно треть серийных самолетов поставлялась с винтом постоянной скорости. Super Musketeer обычно имеет полезную нагрузку от 1050 до 1080 фунтов, что дает ему одну из самых высоких полезных нагрузок среди доступных четырехцилиндровых самолетов с фиксированным шасси и простых одномоторных самолетов.
Большинство моделей 23-24 выпускались в 4-местной конфигурации. Очень небольшое количество было выпущено с конфигурацией 4 + 2 с трансформируемым багажным отделением для размещения двух детей. Этот вариант конфигурации был более распространен на моделях Sierra, последовавших за моделью 23-24.
Одним из немногих недостатков модели 23-24 было то, что она имела простую систему распределения тепла, которая подавала теплый воздух только в область под приборной панелью. Это означало, что тепло для пассажиров на заднем сиденье было неоптимальным. В более поздних самолётах использовались все более совершенные конструкции воздуховодов, которые обеспечивали теплом все четыре места для сидения.
Модель 23-24 с фиксированной передачей производилась только в период с 1966 по 1969 год. Всего было построено 369 Musketeer Super III, прежде чем она была заменена моделью 24 Sierra. Они имели серийные номера от MA-1 до MA-369 и были единственными моделями, имевшими серийный номер «MA», благодаря чему их было легче отличить, чем других представителей линейки Musketeer.
В последних нескольких планерах серии была представлена новая приборная панель с теми же «вертикальными лентами», которые использовались в ранних Sierras. Эти модели были известны как A24, и их не следует путать с первыми Sierras, которые были обозначены как модели A24R. За исключением панели приборов, эти самолёты были механически идентичны более ранней модели A23-24.

### Модель 24 Sierra

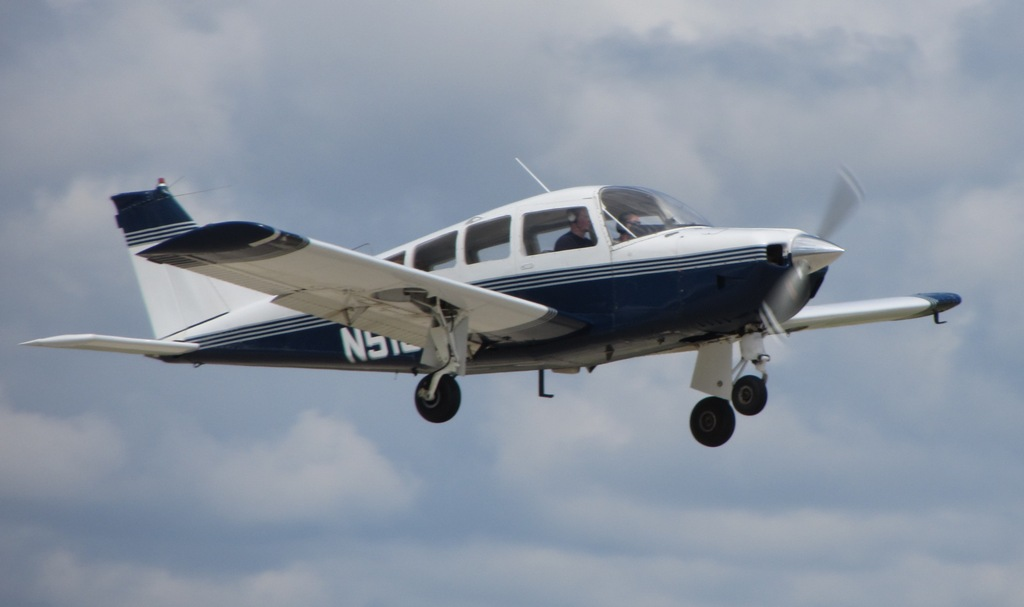
Модификация Beechcraft Sierra

Модель 23-24 Musketeer Super III доказала эффективность двигателя мощностью 200 л.с. в планере Musketeer, но конфигурация с фиксированной передачей не позволяла полностью использовать преимущества дополнительной мощности инжекторного Lycoming. Очевидным решением было убрать шасси, и это привело к модели 24R.
Musketeer Super R, A24R 1970 года стал первым модельным годом для новой выдвижной версии Musketeer, которая конкурировала с Piper Arrow. В 1972 году был переименован в «Sierra». Первоначальный A24-R Sierra был оснащен двигателем Lycoming IO-360-A1B мощностью 200 л.с. и продавался по стандартной цене 24 950 долларов. Модель 24R завершила линию Beech между мушкетерами с фиксированным шасси и гораздо более крупными, быстрыми, сложными и дорогими Beechcraft Bonanza.
В 1974 году был представлен улучшенный B24-R Sierra с двигателем Lycoming IO-360-A1B6 и новый вариант винта в качестве модели 1974 года. Усовершенствованный C24-R 1977 года оснащался тем же двигателем и большим винтом. Компания также провела аэродинамическую очистку модели «C», сделав ее на 6 узлов быстрее, чем модель «B», которую он заменил в 1977 году.
Производство Sierra закончилось одновременно с закрытием сборочной линии Model 23 Sundowner во время экономического спада в авиации 1983 года. Всего было поставлено 744 машины Sierra.
На основе этой модификации потом был разработан двухмоторный самолёт Beechcraft Model 76 Duchess.

### CT-134 Musketeer
В 1971 году по заказу ВВС США была разработана военная версия CT-134 Musketeer на базе гражданской модели Beechcraft Model B23 Musketeer. Самолёт использовался в основном как средство наблюдения и разведки.

## Технические характеристики
- Экипаж: 1 человек;
- Пассажировместимость: 3 человека;
- Длина: 7,82 м;
- Размах крыльев: 9,98 м;
- Высота самолёта: 2,52 м;
- Масса пустого самолёта: 624 кг;
- Полезная нагрузка: 1089 кг (В зависимости от модификации);
- Максимальный взлётный вес: 1713 кг (В зависимости от модификации);
- Крейсерская скорость: 189 км/ч (В зависимости от модификации);
- Максимальная скорость полёта: 235 км/ч (В зависимости от модификации);
- Максимальная дальность полёта: 1252 км (В зависимости от модификации);
- Максимальная высота полёта: 4000 м;
- Двигатель: поршневой, Continental IO-346-A (В зависимости от модификации);
- Мощность: 165 л.с. (В зависимости от модификации).